# Родригес, Рубен (шахматист)
Рубен Родригес (7 декабря 1946 — 1995) — филиппинский шахматист, международный мастер.
Участник двух межзональных турниров (Рига 1979, Москва 1982).
В составе сборной Филиппин многократный участник шахматных олимпиад (1968, 1970, 1972, 1976, 1978, 1980, 1986, 1988; 1992), победитель (1979, 1981) и призёр командного чемпионата Азии.
Победитель международного турнира в Маниле (1968 г.; впереди С. Глигорича, Б. Бергера и ведущих филиппинских шахматистов).
Имел репутацию сильнейшего блицора Филиппин.
Разделил 1—5 места на открытом чемпионате США 1973 года (победителем турнира стал Норман Уайнстайн).
Умер на турнире от диабетического приступа.

## Изменения рейтинга
| Графики недоступны из-за технических проблем. См. информацию на Фабрикаторе и на mediawiki.org. |